# Меєр-Хайденхаген Максиміліан
Максиміліан Вольфганг Меєр-Хайденхаген (нім. Maximilian Wolfgang Meyer-Heydenhagen, до 1911 р. — Меєр) (9 серпня 1877 — 6 березня 1941) — німецький журналіст і дипломат.

## Біографія
Народився в Коломягах (зараз в межах Петербурга). Нащадок любецької купецької сім'ї, яка виїхала в Росію.
Навчався в школі при церкві Св. Катерини на Василівському острові, атестат отримав у гімназії Лейбніца в Берліні. Вивчав хімію у Вищій технічній школі в Мюнхені, там же пройшов строкову військову службу в баварській армії.
Після повернення в Петербург займався журналістикою, редагував німецькі газети: з 1904 по 1907 St. Petersburger Herold, з 1907 по 1914 St. Petersburger Zeitung. Одночасно був петербурзьким кореспондентом німецьких газет.
З початком Першої світової війни повернувся до Німеччини. Служив в складі баварського резервного полку на Західному фронті, після важкого поранення був комісований. З листопада 1915 по червень 1918 служив в пруському Військовому міністерстві. Редагував газету для війсковополонених "Русский вестник" (Russischer Bote).

### Служба в Україні
18 червня 1918 Меєра-Хайденхагена в ранзі обер-лейтенанта було призначено референтом головного командування групи військ "Київ". Одночасно він був аташе у справах преси при німецькому посольстві. 
За активної участі Меєра була підготовлена перша свого роду 100-сторінкова ілюстрована брошура "Україна", складена безпосередньо на українській території. Власне Меєр написав для неї два великі розділи: "Край і населення" і "Народне господарство".
У листопаді-грудні 1918 співробітник київської філії закордонного відділу Верховного головнокомандування.

### Дипломатична кар'єра
Після війни працював у відділі преси Міністерства закордонних справ, фахівець по Росії і Східній Європі. 
З жовтня 1923 по червень 1924 — референт у справах преси при німецькому посольстві у Москві. 
У 1932 вступив до НСДАП.
C 23 вересня 1936 по 10 травня 1938 — німецький консул в Новосибірську.
З травня 1938 служив в політичному відділі МЗС. 
Похований серед представників дипломатичного корпусу на цвинтарі Вільмерсдорф в Берліні. 

## Твори
- Ingermanland // Osteropäische Zukunft. Nr. 7 (1916). S. 106—110.
- Finnlands Handel und Seefahrt // Osteropäische Zukunft. Nr. 12 (1916). S. 180—182.
- Finnlands Schicksalsstunde // Osteropäische Zukunft. Nr. 19 (1916). S. 298ff.
- Finnland als Reiseland // Osteropäische Zukunft. Nr. 9 (1917). S. 133—134.
- Die Gewährleistung unserer Sicherheit im Osten // Osteropäische Zukunft. Nr. 19 (1917). S. 269—272.